# Abschnittsbefestigung Burgstall (Altmannstein)
Die Abschnittsbefestigung Burgstall ist eine abgegangene mittelalterliche Abschnittsbefestigung auf 485 m ü. NHN etwa 1200 m nordwestlich der Filialkirche Hl. Kreuz von Breitenhill, einem Gemeindeteil des Marktes Altmannstein im Landkreis Eichstätt in Bayern.
Die Anlage wird als Bodendenkmal unter der Aktennummer D-1-7035-0089 als „befestigte Höhensiedlung und Grabhügel vor- und frühgeschichtlicher Zeitstellung“ geführt. Die in einem Waldgebiet liegende in etwa fünfeckige Anlage hat eine Ausstreckung von 210 m in Nord-Süd-Richtung und 400 m in West-Ost-Richtung; die Anlage nimmt eine Bergkuppe ein.